# Stora Slåttjärnen
Stora Slåttjärnen är en sjö i Härjedalens kommun i Härjedalen och ingår i Dalälvens huvudavrinningsområde.